# 굿모닝 에브리원
《굿모닝 에브리원》(Morning Glory)은 2011년에 개봉한 미국의 로맨틱 코미디 드라마 영화이다. 로저 미첼이 감독을, 얼린 브로시 매케나가 각본을 맡았으며, J. J. 에이브럼스와 브라이언 버크가 제작하였다. 레이철 매캐덤스, 해리슨 포드, 다이앤 키턴, 패트릭 윌슨, 제프 골드블룸 등이 출연하였다. 이 작품은 배드 로봇 프로덕션스가 제작한 첫 코미디 영화이다.
이 영화는 조금의 지연 끝에 2010년 11월 10일 미국에서 개봉되었고, 해외에서는 2011년에 개봉하였다.
이 영화는 비평가들에게서 상반된 평가를 받았고 박스 오피스에서는 해외 수익까지 합하여 6,000만 달러의 수익을 거둬, 적당한 성공을 거뒀다.
영화의 메인곡은 너타샤 베딩필드의 "Strip Me"이다.

## 줄거리
영화는 젊고 헌신적인 아침 방송 프로듀서 베키 풀러(레이철 매캐덤스 분)가 한때 핵심 프로그램이였으나 현재는 망해가는 장수 아침 정보 프로그램 "데이브레이크"의 총괄 프로듀서로 고용되며 시작된다.
방송을 지속시키기 위해서 베키는 데이브레이크가 진정한 뉴스 이야기를 다루지 않는 것을 탐탁찮게 여기는 전직 뉴스 저널리스트이자 앵커 마이크 포머로이(해리슨 포드 분)를 불러들인다.

## 출연
- 레이철 매캐덤스 - 베키 풀러 역
- 해리슨 포드 - 마이크 포머로이 역
- 다이앤 키턴 - 콜린 펙 역
- 패트릭 윌슨 - 애덤 베넷 역
- 존 팬코 - 레니 버그먼 역
- 제프 골드블룸 - 제리 반스 역
- 맷 멀로이 - 어니 애플비 역
- 타이 버렐 - 폴 맥비 역
- 패티 다밴빌 - 풀러 부인, 베키의 어머니 역
- 에이드리언 마티네즈 - IBS 로비 경비 역
- 커티스 "50 센트" 잭슨, 로이드 뱅크스, 토니 야요 - 본인 역
- 크리스 매슈스, 몰리 세이퍼, 밥 시퍼, 조너선 베넷, 일레인 코프먼 등이 카메오 출연을 하였다.